# آوازه

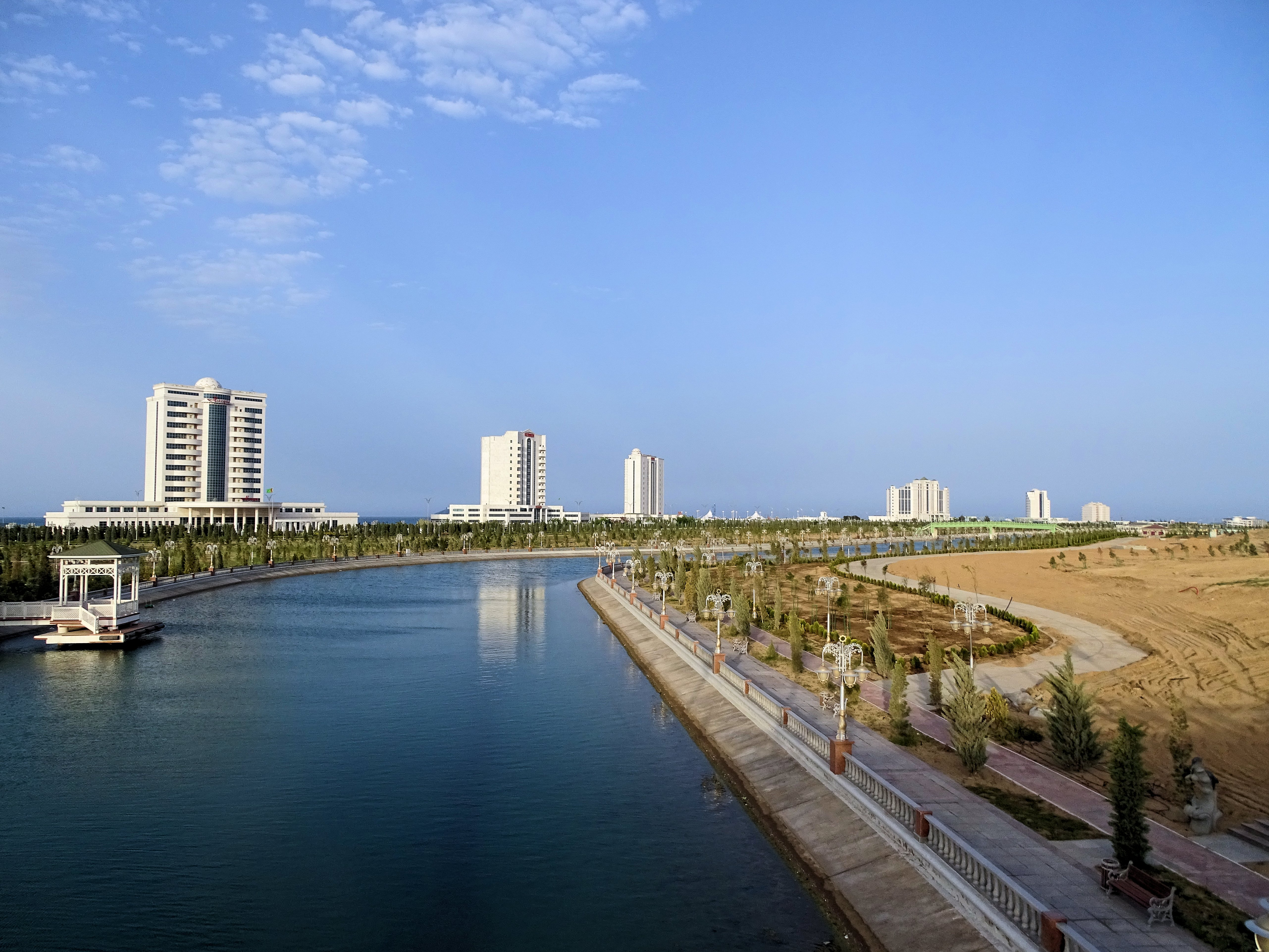
شش هتل در منطقه تفریحی آوازه که بین کانال مصنوعی و دریای خزر در نزدیکی ترکمن باشی ترکمنستان قرار دارد.

آوازه (ترکمنی: Awaza milli syýahatçylyk zolagy) منطقه بین‌المللی گردشگری ترکمنستان در استان بلخان و در ساحل شرقی دریای خزر می‌باشد.
این منطقه در ۱۰ کیلومتری غرب شهر ترکمن‌باشی قرار دارد و هتل‌های متعدد پنج ستاره و مناطق مختلف شنا در طول ساحل در این منطقه ساخته شده‌اند. از هتل‌های معروف این منطقهٔ گردشگری می‌توان به هتل باشگاه قایق‌سواری تولقون، شاه‌مکان، یۆپک یولی (راه ابریشم)، برقرار، حاصل، نفتچی، قووات و لب آب اشاره نمود.
این منطقه تاکنون میزبان چندین کنفرانس منطقه‌ای و بین‌المللی همچون کنفرانس همکاری‌های اقتصادی کشورهای حاشیه دریای خزر بوده‌است.